# Karel Maixner
Karel Maixner, křtěný Karel František (3. listopadu 1840 Hořice – 2. ledna 1881 Praha) byl český malíř, litograf a ilustrátor, bratr malíře Petra Maixnera.

## Život
Narodil se v Hořicích v rodině pekaře Františka Maixnera. Od mládí projevoval značné výtvarné nadání, zprvu vystudoval reálku a v roce 1858 nastoupil ke studiu na pražskou malířskou akademii. Rád maloval zvířata a již během studií vytvořil pozoruhodné ilustrace pro Fričovo Evropské ptactvo. Spolu se svým bratrem Petrem namaloval 14 obrazů křížové cesty pro hořický děkanský kostel a později sám vytvořil křížovou cestu pro kostel v Milovicích. Později pracoval s bratrem Petrem na některých jeho významných zakázkách (fresková výzdoba kostela v Praze - Karlíně). Karel Maixner byl, stejně jako další z bratrů Čeněk, velmi nadaným litografem a významným způsobem se podílel na vydávání ilustrovaných časopisů Světozor, Květy a Vesmír. V roce 1864 namaloval pro hořický divadelní sál oponu s vyobrazením města Hořice.
V roce 1881 zemřel v Praze na tuberkulózu. Pohřben je na Olšanských hřbitovech.

### Rodinný život
Roku 1875 se oženil s dcerou pekařského mistra Matyldou Růžičkovou, s níž měl dva syny Jiřího Antonína (*1876) a Karla Víta (*1879) a dcery Miladu (*1877) Boženu (*1878).

## Galerie

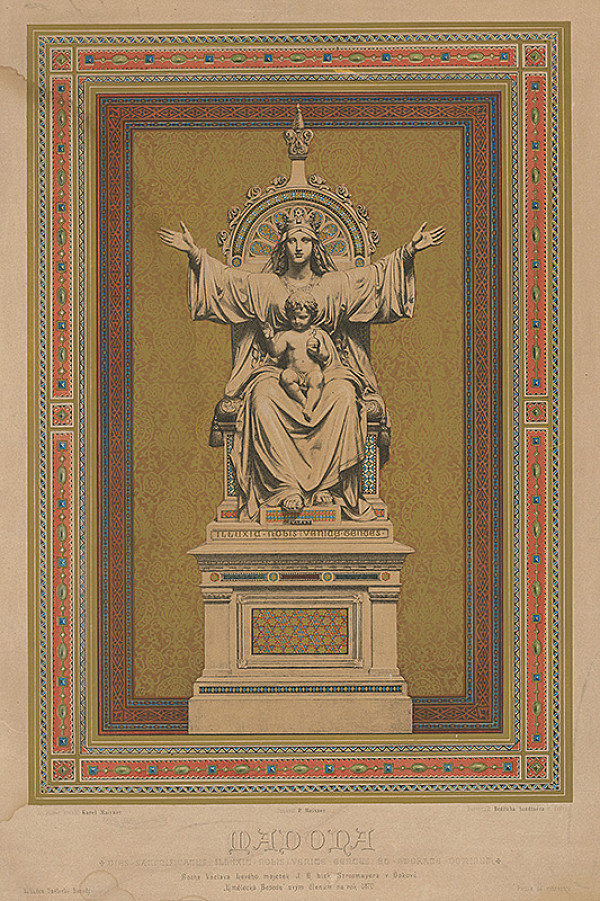
Pamětní umělecký list Umělecké Besedy (1870)
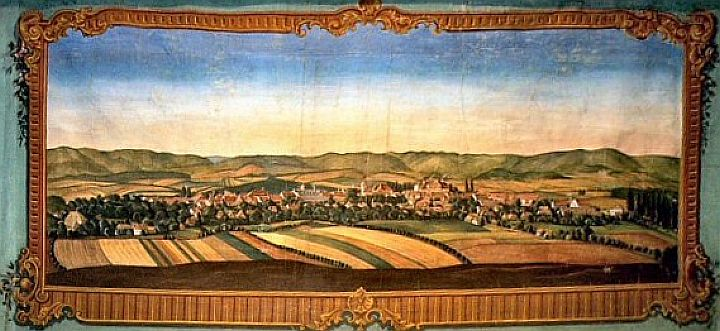
Opona v Hořicích (1864)
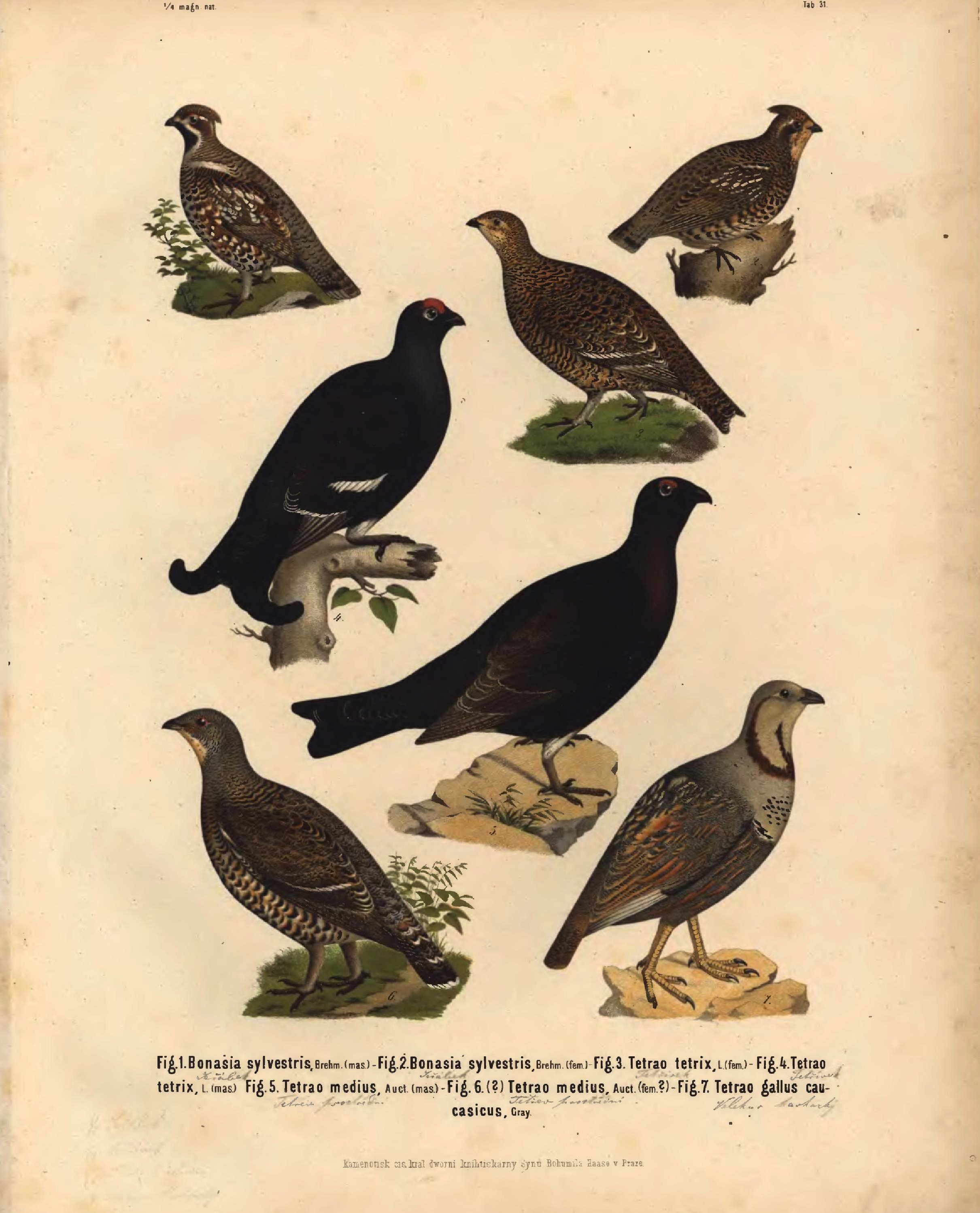
Evropští ptáci, (Antonín Frič: Evropské ptactvo 1871)
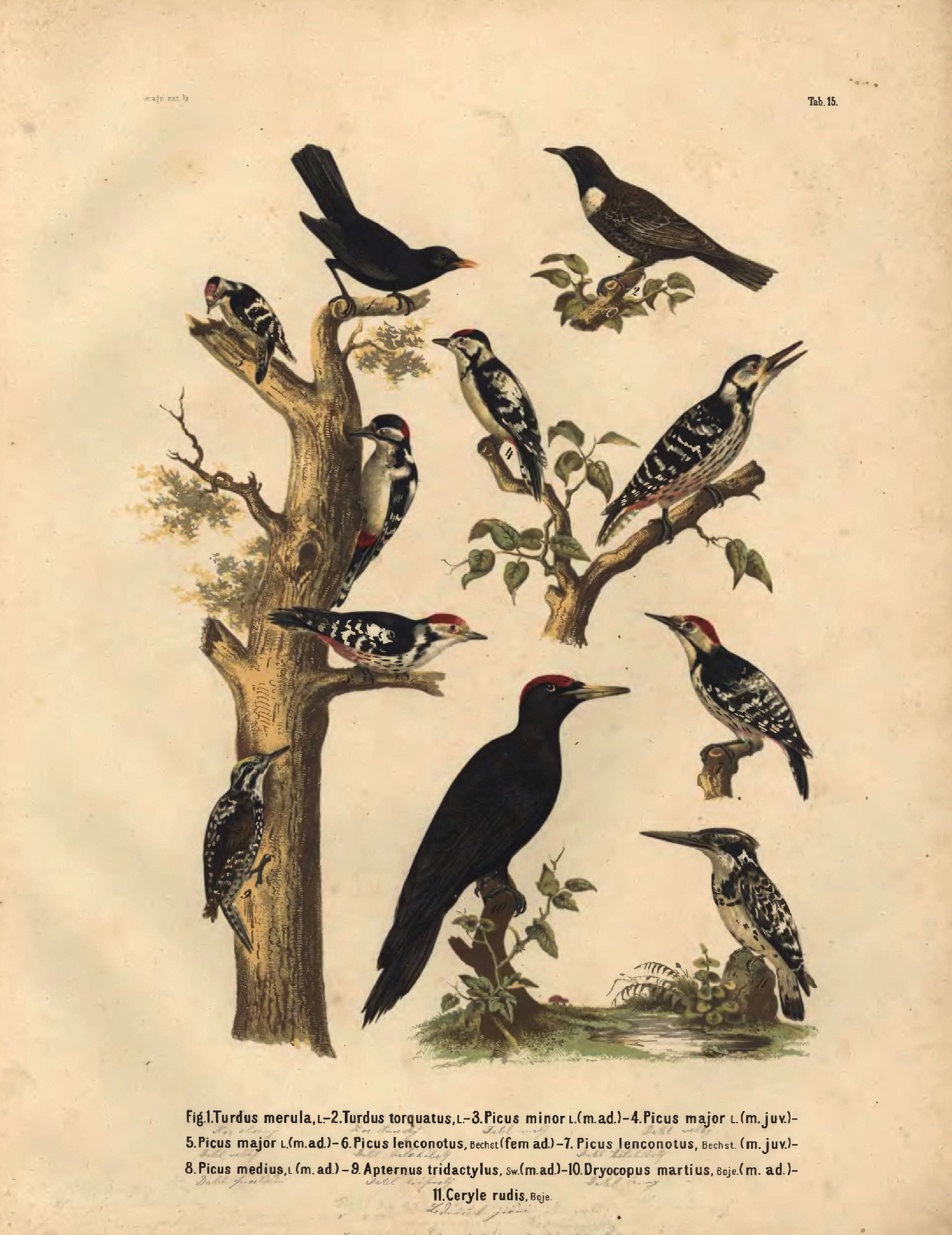
Evropští ptáci, (Antonín Frič: Evropské ptactvo 1871)
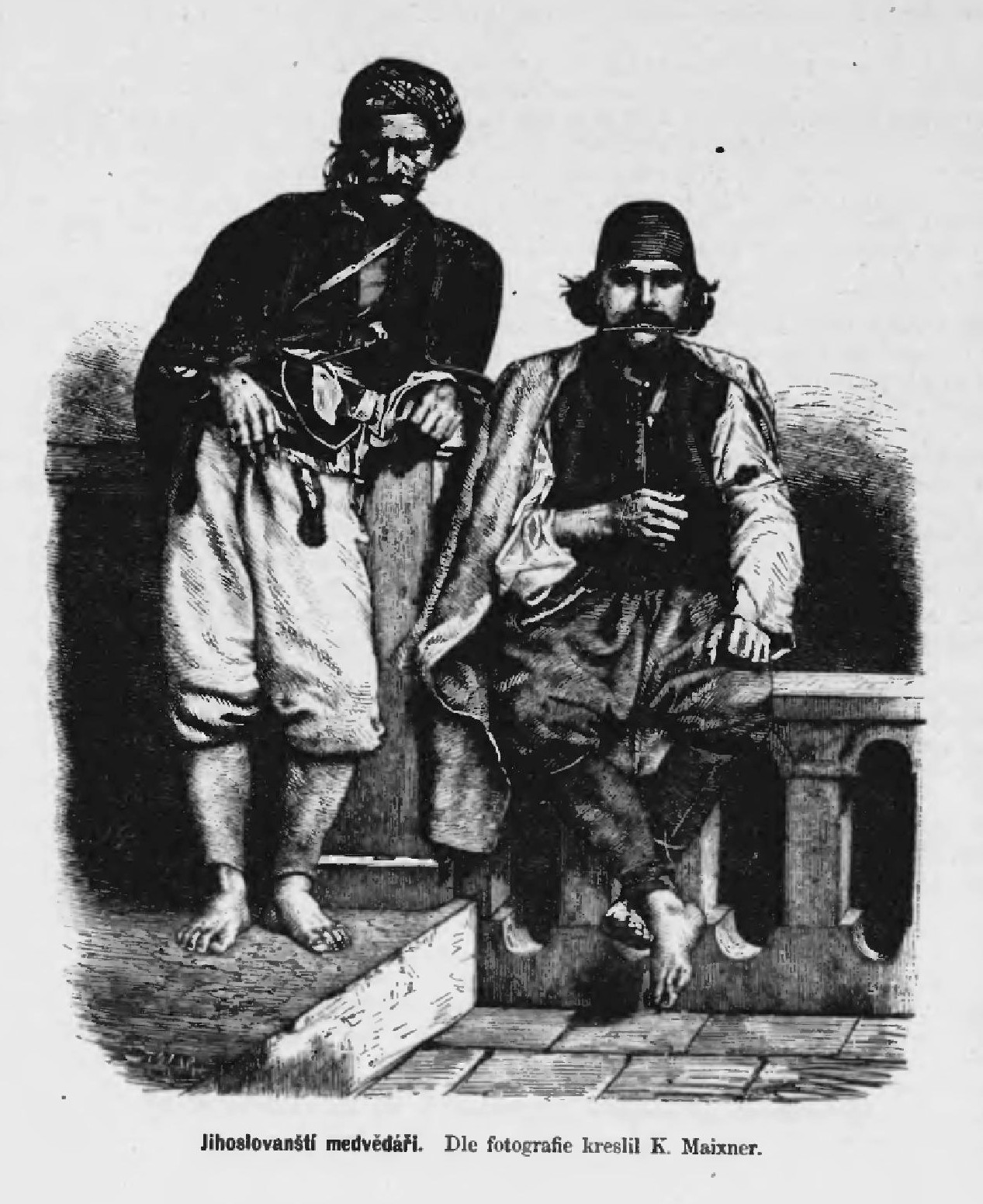
Jihoslovanští medvědáři (Květy, 1871 č. 3)
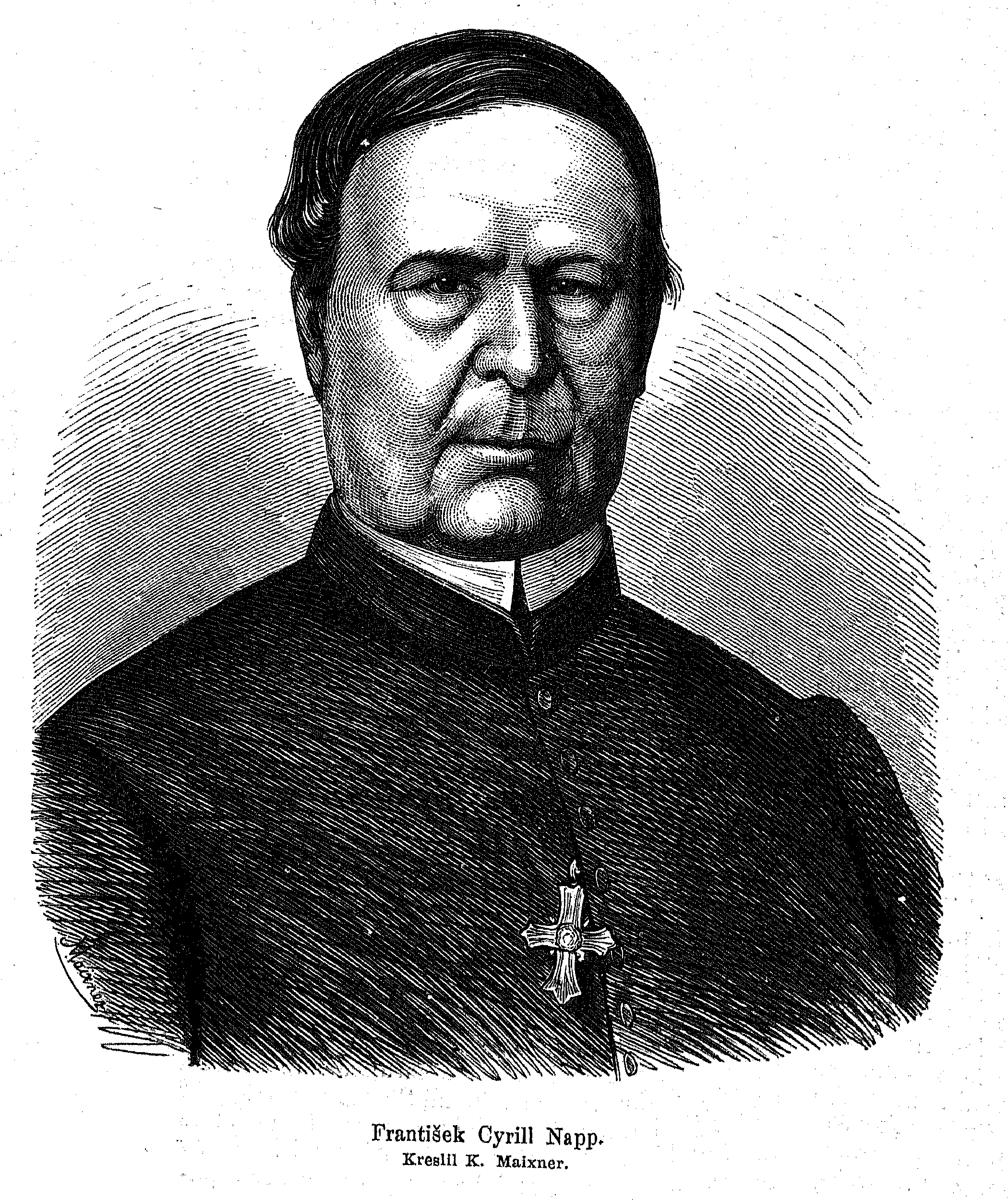
Podobizna Cyrila Františka Nappa (1792–1867)
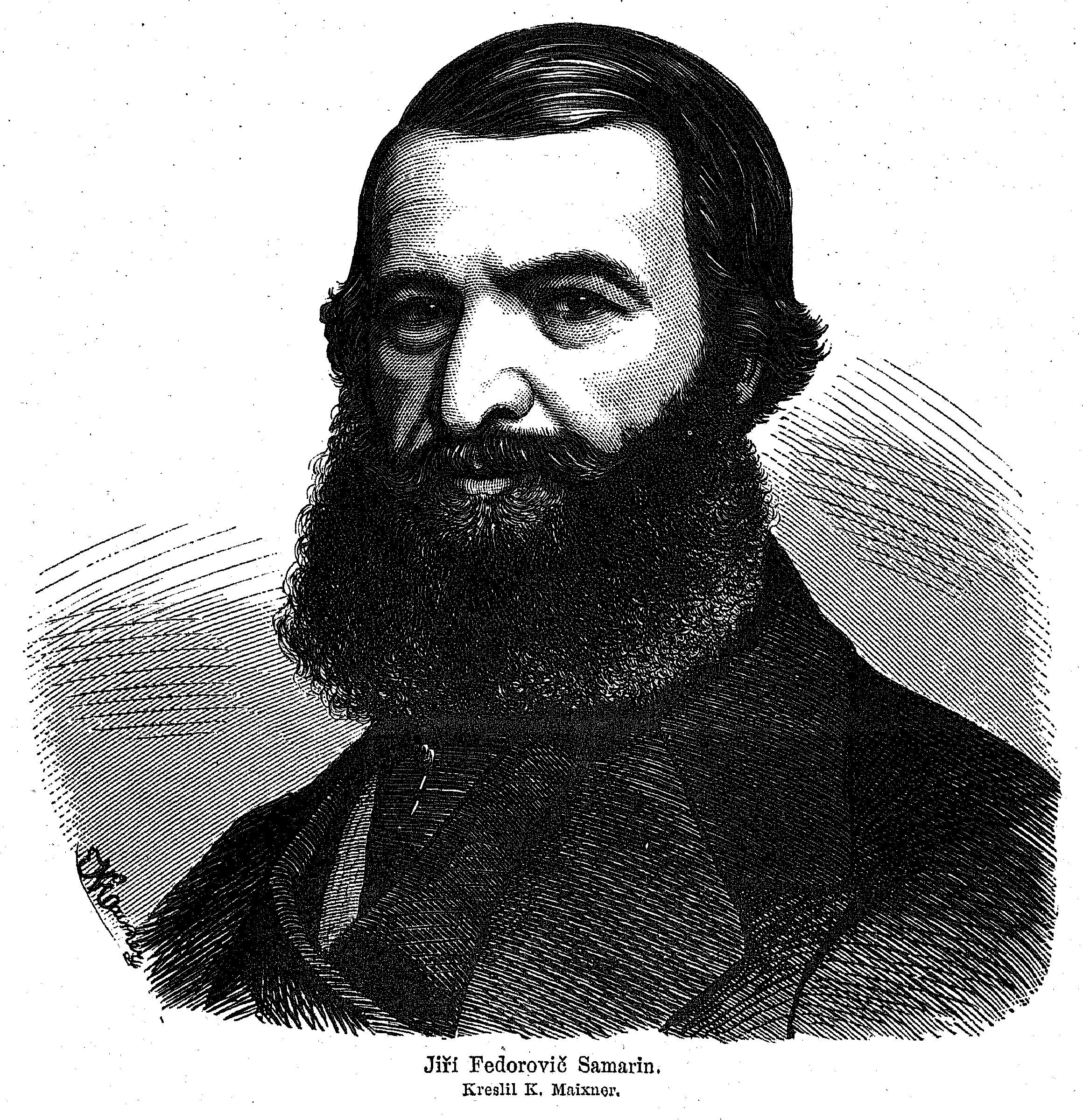
Portrét ruského historika Jurije Fedoroviče Samarina (1819–1876)